# 아르겔란더 명명법
아르겔란더 명명법(Argelander designation)은 변광성에 이름을 붙이는 방법으로 독일의 천문학자 프리드리히 빌헬름 아르겔란더가 1862년에 제안하고, 이후 확장되었다.

## 역사
19세기 초만 해도 변광성은 그리 많이 발견되지 않았기 때문에 알파벳의 조합으로 변광성들을 충분히 표현할 수 있었다. 로마자 알파벳을 사용하여 문자 분광형 및 라틴 문자 바이어 기호와의 혼동을 피할 수 있었다. R로 시작하는 이유로 빨강(당시 발견되었던 변광성들의 색은 붉었다)을 의미하는 독일어 rot(로트)나 프랑스어 rouge(루즈)의 두문자를 사용한 것이라고 널리 알려져 있었으나, 아르겔란더 본인은 그런 의도가 아니라고 밝혔다.

## 명명 방법

### 항성
기본적으로 바이어 명명법과 같이 알파벳 기호에 별자리 이름의 소유격을 붙이는 방식을 쓴다. 바이어 명명법 이름이 붙은 별들 중 그리스 문자가 붙지 않은 변광성을 대상으로 붙인다.
구체적인 명명 방법과 순서는 다음 규칙을 따른다.
1. R, S, ……, Z
2. RR, RS, ……, RZ, SS, ST, ……, SZ, TT, TU, ……, ZZ(J는 사용하지 않는다)
3. AA, AB, ……, AZ, BB, BC, ……, PZ, QQ, ……, QZ(J는 사용하지 않는다)
4. V335, V336, ……

예를 들어, YZ Ceti(고래자리 YZ)처럼 나타낸다. 아르겔란더는 QZ까지 제안했다.
바이어 명명법에 따라 그리스 문자가 붙어 있는 변광성에는 아르겔란더 명칭을 따로 만들지 않는다. 그러나 그리스 문자 대신 라틴 문자가 붙어 있을 경우 아르겔란더 명칭을 부여할 수 있다. 예를 들면 용골자리 피(p Car)는 아르겔란더 식으로 표현하면 용골자리 PP이다.
주의할 점은, 두 번째 알파벳은 첫 번째 알파벳보다 더 앞에 있는 알파벳을 쓸 수 없다는 것이다. 예를 들면 BA, CA, CB, DA 등의 기호는 사용할 수 없다.

### 신성
신성의 경우 다음과 같이 나타낸다.
- 별자리 이름의 소유격 + 서력연도 + 그 해에 그 별자리에서 발견된 신성의 일련 번호(하나만 발견되었을 경우는 붙이지 않음)

예로 궁수자리 V5116(V5116 Sgr)은 Sgr 2005 No.2(2005년 궁수자리 영역에서 발견된 두 번째 신성)으로 표기할 수 있다.

### 다른 은하의 천체
우리 은하가 아닌 다른 은하에 있는 변광성은 다음과 같이 나타낸다.
- 은하 이름 + V + 은하 내에서의 일련번호

예를 들면 LMC V0001(대마젤란 성운에서 발견된 최초의 변광성)과 같이 쓸 수 있다.

## 같이 보기
- 성표
- 바이어 명명법
- 플램스티드 명명법

## 참고 문헌
- “The names and catalogues of variable stars”. 《Les étoiles variables - The variable stars》. 2009년 6월 21일에 원본 문서에서 보존된 문서. 2009년 1월 18일에 확인함.